# Beatriu de Portugal i d'Aragó
|  | No s'ha de confondre amb Beatriu de Portugal i de Bragança. |

Beatriu de Portugal (Lisboa, Regne de Portugal, 31 de desembre de 1504 - Niça, Ducat de Savoia, 8 de gener de 1538) fou infanta de Portugal i duquessa consort de Savoia. Fou la tercera filla del rei Manuel I de Portugal i la seva segona esposa, Maria d'Aragó. Era neta per línia paterna del duc Ferran de Portugal i Beatriu de Portugal, i per línia materna de Ferran el Catòlic i Isabel la Catòlica. Fou germana del príncep Miquel da Paz i dels reis Joan III i Enric I de Portugal, i cunyada pel matrimoni de la seva germana Isabel de Portugal de Carles V del Sacre Imperi Romanogermànic. Es casà "per poders" el 26 de març i "en persona" el 8 d'abril de 1521 a la ciutat de Villefranche-sur-Mer amb el duc Carles III de Savoia. D'aquesta unió nasqueren:
- Adrià Joan Amadeu de Savoia (1522-1523)
- Lluís de Savoia (1523-1536)
- Manuel Filibert de Savoia (1528-1580), duc de Savoia
- Caterina de Savoia (1529-1536)
- Maria de Savoia (1530-1531)
- Elisabet de Savoia (1532-1533)
- Manuel de Savoia (1533)
- Manuel de Savoia (1534)
- Joan Maria de Savoia (1537-1538)